# 云南华游蛇
云南华游蛇（学名：Trimerodytes yapingi），一种分布于中国云南省和缅甸、泰国等地区的爬行动物，隶属于水游蛇科环游蛇属。其种加词“yunnanensis”意为“云南的”。本种原归入华游蛇属（Sinonatrix），2019年有学者通过基因研究将华游蛇属并入环游蛇属（Trimerodytes）。目前大部分资料将其归入环游蛇属。

## 保护
本种于2023年被收录入《有重要生态、科学、社会价值的陆生野生动物名录》。